# Дідівці
Ді́дівці — село в Україні, у Прилуцькому районі Чернігівської області. Населення становить 553 осіб. Входить до складу Сухополов'янської сільської громади.

## Географія
Розташоване на лівому березі р. Калишівки (права притока р. Удаю), за 4 км від райцентру і залізничної станції Прилуки. 221 двір, 576 жителів (1996). Неподалік від села розташована Бакумова гора.

## Населення

### Мова
Розподіл населення за рідною мовою за даними перепису 2001 року:
| Мова       | Кількість | Відсоток |
| ---------- | --------- | -------- |
| українська | 540       | 97.65%   |
| російська  | 17        | 1.63%    |
| вірменська | 3         | 0.54%    |
| румунська  | 1         | 0.18%    |
| Усього     | 553       | 100%     |

## Історія
Уперше згадуються в 1629 році. Входили до складу Полкової, а з 1757 — до Переволочанської сотні Прилуцького полку, до Прилуцького повіту (1782–1923), до Прилуцького р–ну Прилуцького округу (1923–30) і Чернігівської області (з 1932). У 1666 — 17 господарств селян, з них 9 «орали на 4–х волах», 8 – «на 2–х волах»; козаки не показані. Вільне військове село, «до Ратуші Прилуцької прислухаюче». У 1690 гетьман І. Мазепа надав Дідівці полковому сотнику Остапу Маценку. Після його смерті гетьман І. Скоропадський залишив Дідівці удові Єфимії Остапівні і сину Антону Маценку. За останнім Дідівці значилися 1737, коли він був другим полковим хорунжим. У 1737 — 11 госп. селян, 16 госп. козаків (4 виборних, 12 підпомічників), 4 госп. козацьких підсусідків. У 1753 селянське населення належало 7 власникам, з яких прилуцькому протопопу М. Лисаневичу 7 господарств, причому 6 з них жили в бдв. хатах; удові Антона Маценка належали лише 3 двори. У 1780 — 19 дворів (27 хат) і 9 бдв. хат селян, 15 дворів (35 хат) козаків. 1797 налічувалося 208 душ чол. статі податного населення; діяла дерев'яна церква Параскеви, споруджена 1750 (перша церква збудована до 1666).
Скуповувати селянські двори в Дідівцях в др. пол. 18 ст. почав б.т. Петро Якимович Горленко; 1780 йому належали 6 душ чол. статі, 1782 — вже 28 душ чол. статі. Його онук Єгор Іванович Горленко в 1840–ві роки володів 27 душами чол. статі селян. Поміщиками Дідівців були також Кисілі. 1861 за Марком Дмитровичем Кисілем у Дідівцях й на хуторі Киселівщині значилось 39 душ селян та 5 дворових людей.
Найдавніше знаходження на мапах — 1812 рік.
У 1862 році в селі володарському та козачому Дідівці була церква та 75 дворів, де жило 565 осіб.
Останнім власником дідівської садиби був Олександр Маркович Кисіль, якому в 1885, після смерті батька, мати передала її в спадок. У 1859 — 73 двори, 565 ж. Згідно з реформою 1861 в Дідівцях створено Волосне правління тимчасовозобов'язаних селян (1861–66), якому підпорядковувалися 4 сільські громади (518 ревіз. душ). Козаки Дідівців
підпорядковувалися Прилуцькому волосному правлінню відомства Палати державного майна. Після реорганізації волостей Дідівців у 1867 увійшли до Прилуцької волості 3–го стану. У 1886 — 60 дворів селян власників, які входили до 4–х сільс. громад (Капністівська, Кисілівська, Савченківська, Тернавська 1–ша), 1 двір державних селян, 35 дворів козаків, 7 дворів міщан та ін., 106 хат, 562 ж.; діяли: нова дерев'яна церква (1839), при ній школа грамоти, шинок, вітряк. 1910 — 167 госп., з них козаків — 62, селян — 90, ін. непривілейованих — 13, привілейованих — 2, наліч. 904 ж., у тому числі 12 теслярів, 8 кравців, 1 швець, 16 мережниць, 5 столярів, 2 ковалі, 10 ткачів, 59 поденників, 18 займалися інтелігентними та 116 — ін. неземлеробськими заняттями, все ін. доросле населення займалося землеробством. 1334 дес. придатної землі. Діяли: дерев'яна церква Параскеви (згоріла 8.10.1920), земське початкове училище (1906) з майстернями, де навчались столярній справі і плетінню мережив; у ньому навчалися 51 хлопчик і 40 дівчат (О. М. Кисіль 1905 подарував десятину землі під це училище), змішана церковнопарафіяльна школа.
У 1923–1930 роках Дідівці — центр сільради. У 1925 — 229 дворів, 1025 жителів.; 1930 — 238 дворів, 1115 жителів.
У 1945 — 207 дворів, 708 жителів; працювали механічний млин, кузня, теслярська майстерня. В 1961 в Дідівській середній школі навчались 249 учнів (33 працівники). До 1951 в Дідівцях була с.–г. артіль, яка об'єднувала 247 дворів (403 чол. працездатних), мала 1222,9 га землі (655 га орної), коней — 52, в.р.х. — 145 голів. У тому ж році колгоспи ім. Будьонного (Дідівці), «9 січня» (Манжосівка) і «Новий шлях» (Єгорівка) об'єднали в один колгосп ім. Будьонного, у якому наліч. 498 дворів (725 чол. працездатних), 2773 га землі, (1767 га орної), в.р.х. — 358, коней — 125. У кінці 1957 перейменований на колгосп ім. «9 січня», а з березня 1983 — в колгосп «Росія» (з 3.12.92 — пайгосп «Росія»). 1970 в колгоспі ім. «9 січня» наліч. 7 автомашин, 11 тракторів, 3 комбайни, а також в.р.х. — 815, свиней — 857, овець — 308. 1971 — 227 дворів, 668 жителів. У 1990 в колгоспі «Росія» наліч. 31 автомашина, 32 трактори, 9 комбайнів, а також в.р.х. — 1667 голів, свиней — 19, коней — 58.

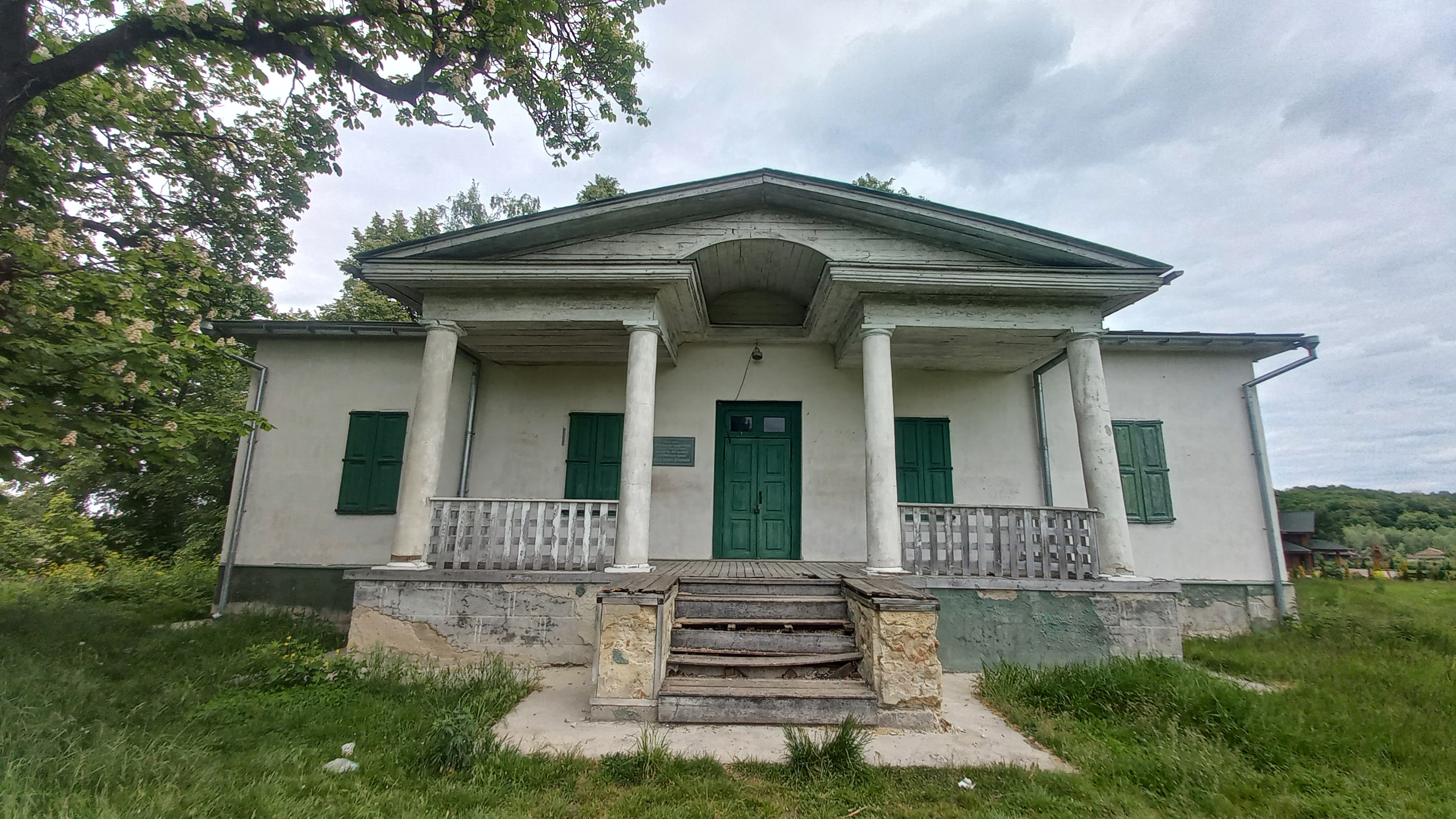
Садиба А. Крагельської в селі Дідівці де проживав Микола Костомаров

У сусідньому селі Манжосівка містилася центральна садиба пайгоспу «Росія», у якому (1996) 2225,4 га землі (1357,7 га ріллі), тваринницький комплекс на 600 голів, налічувалося 29 автомашин, 29 тракторів, 5 комбайнів, а також великої рогатої худоби — 1224, коней — 27. 2000 року пайове колективне господарство «Росія» було реорганізоване в СТОВ «Росія». У 2006 році суд визнав його банкрутом, того ж року припинено державну реєстрацію СТОВ «Росія».
У Дідівцях — ставок площею 42 га. Село електрифіковане (1961), радіофіковане, газифіковане (1990). У 1987 село з'єднане дорогою місцевого значення з твердим покриттям з автодорогою Прилуки — автотраса Київ–Суми (1,5 км). Встановлено (1965, 1976) надгробки на двох братських могилах воїнів, що загинули під час оборони 1941 і визволення 1943 села, а також пам'ятник на честь воїнів–односельців, загиблих (64 чол.) на фронтах Німецько-радянської війни.
До 2019 року було центром Дідовецької сільської ради. Сільраді були підпорядковані с. Єгорівка та с. Манжосівка.

## Відомі люди
Уродженцем Дідівців є професор Варшавського університету Василь Никифорович Александренко[джерело?]. До Дідівців у 1874–1884 роках щоліта приїздив і відпочивав у садибі Кисілів історик, етнограф, письменник М. І. Костомаров. У цій садибі бували письменники В. П. Горленко, Д. Л. Мордовець, художниця К. Юнге, кобзар О. Вересай.
У селі розташований елітний будинок площею 531 м² та 4 земельні ділянки площею понад 11 га народного депутата України Валерія Дубіля, вартість будинку на 2012 рік – понад 2,2 млн грн.